# SN 1966E
SN 1966E – supernowa typu II odkryta w lipcu 1966 roku w galaktyce NGC 4189. W momencie odkrycia miała maksymalną jasność 14,60m.